# Лагарту
Лагарту (порт. Lagarto) — муниципалитет в Бразилии, входит в штат Сержипи. Составная часть мезорегиона Сельскохозяйственный район штата Сержипи. Входит в экономико-статистический микрорегион Агрести-ди-Лагарту. Население составляет 88 980 человек на 2007 год. Занимает площадь 969 км². Плотность населения — 95,2 чел./км².
Покровителем города считается Богоматерь да-Пьедабе.

## История
Город основан в 1698 году.

## Статистика
- Валовой внутренний продукт на 2004 год составляет 289 864 тысяч реалов (данные: Бразильский институт географии и статистики).
- Валовой внутренний продукт на душу населения на 2004 год составляет 3254,16 реалов (данные: Бразильский институт географии и статистики).
- Индекс развития человеческого потенциала на 2000 год составляет 0,614 (данные: Программа развития ООН).

## География
Климат местности: полупустыня.